# Средний Теш
Средний Теш (Теш 2-й) — река в Кемеровской области России, протекает по Новокузнецкому району.
Устье реки находится на высоте 296 м над уровнем моря в 27 км от устья по правому берегу реки Большой Теш. Длина реки составляет 11 км.

## Данные водного реестра
По данным государственного водного реестра России относится к Верхнеобскому бассейновому округу, водохозяйственный участок реки — Кондома, речной подбассейн реки — Томь. Речной бассейн реки — (Верхняя) Обь до впадения Иртыша.
Код водного объекта в государственном водном реестре — 13010300112115200010000.